# Савочкин, Андрей
Андрей Савочкин (эст. Andrei Savotškin; 12 августа 1985, Таллин) — эстонский футболист, центральный полузащитник.

## Биография
В первой половине взрослой карьеры играл за клубы, входившие в систему таллинской «Флоры» — «Курессааре», «Тервис» (Пярну), «Валга», «ХЮЙК Эммасте», «Тулевик» (Вильянди). Дебютировал в высшей лиге Эстонии в неполные 16 лет, 3 августа 2001 года в составе «Курессааре» в матче против второй команды «Левадии», заменив на 57-й минуте Кристьяна Саара. Всего в первом сезоне провёл 6 матчей в элитном дивизионе. Также выступал в высшей лиге в 2004—2005 годах в составе «Валги» и в 2006—2008 годах в составе «Тулевика». За «Тулевик» стал автором первого гола на высшем уровне 16 апреля 2006 года в матче против «Вапруса».
Всего в высшей лиге Эстонии сыграл 118 матчей и забил 7 голов.
В 2009—2011 годах выступал в низших лигах Норвегии за «Трёгстад-Бостад». После возвращения в Эстонию провёл три сезона в клубе третьего дивизиона «Арарат» (Таллин), затем играл за клубы четвёртого-пятого дивизионов.
Вызывался в сборные Эстонии младших возрастов. В октябре 1999 года принял участие в двух матчах за сборную 15-летних против Польши, а в июне 2005 года сыграл за сборную 20-летних против Швейцарии.